# Optant-konventionen
Optant-konventionen (Optantkonventionen) blev indgået mellem Danmark og Tyskland den 11. januar 1907.
Efter den 2. Slesvigske krig 1864 fik danske slesvigere ret til at i løbet af seks år vælge, om de ville optere for dansk statsborgerskab uden derfor at den skulle opgive sin faste ejendom i Slesvig. Bestemmelser fra 1869 og 1872 gav danske optanter dog lov til at blive boende i Slesvig med status som udlændinge. Endnu i 1880 fandtes der cirka 25.000 danske optanter uden politiske rettigheder i Slesvig / Sønderjylland. Optanternes børn født før 1898 blev derimod statsløse, da børn født af danske undersåtter i udlandet først fra 1898 automatisk fik dansk statsborgerskab. Der var tale om cirka 4.000 optantbørn. Med Optantkonventionen fra 1907 fik disse før 1898 fødte børn mulighed for selv at vælge, om de ville have dansk eller tysk statsborgerskab. Ved at erhverve tysk statsborgerskab fik de dermed også borgerlige rettigheder som bl.a. tysk valgret. I løbet af et par år fik cirka 4.000—5.000 personer preussisk statsborgerskab.
Danmark anerkendte til gengæld Kongeå-grænsen fra 1864 og gav afkald på Pragfredens paragraf 5 (fra 1866), der lovede Danmark en folkeafstemning i Slesvig.